# Gare de Charonne
La gare de Charonne est une gare ferroviaire française désaffectée de la ligne de Petite Ceinture, située dans le 20e arrondissement de Paris, en région Île-de-France. Depuis 1995, elle abrite la salle de concert La Flèche d'or,.

## Situation ferroviaire
La gare de Charonne est située au point kilométrique (PK) 21,893 de la ligne de Petite Ceinture, désaffectée, entre les gares de la rue d'Avron et de Ménilmontant.

## Histoire

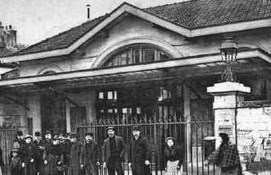
Photo de la gare lorsqu'elle était encore en service.

Comme le reste de la Petite Ceinture, la gare est fermée au trafic voyageurs depuis le 23 juillet 1934.

## Projets

### Ligne 8 du tramway
L'Atelier parisien d'urbanisme envisage, dans une étude publiée en août 2011, la réutilisation par la ligne T8 du segment est de la ligne de Petite Ceinture. La gare de Charonne, faisant partie de ce segment, pourrait alors rouvrir au trafic voyageurs.

### Réhabilitation du bâtiment voyageurs
En décembre 2016, la Flèche d'Or ferme définitivement. En mai 2017, la maire (PS) du 20e arrondissement, Frédérique Calandra, annonce à la presse que la société O'Sullivans, enseigne spécialisée dans les pubs irlandais, s'est positionnée pour reprendre et réhabiliter le bâtiment.